# قائمة الصحف والمجلات في الإمارات
قائمة الصحف الرسمية في الإمارات العربية المتحدة  الورقية والرقمية.
- جريدة الاتحاد [2]
- البيان [3]
- بوابة العين الإخبارية [4]
- جريدة الخليج [5]
- الإمارات اليوم [6]
- صحيفة الرؤية الإمارتية [7]
- صحيفة الوطن الإماراتية [8]
- غلف نيوز باللغة الإنجليزية [9]
- ذا ناشيونال باللغة الإنجليزية [10]

- المنارة
- الفجيرة نيوز
- إرم
- الرؤية [11]
- Khaleej Times
- National
- Dubai Xpress
- Kabayan Weekly
- Arabian Post
- الخليج اليوم [12]
- Emirates Business 24/7
- Time Out Dubai
- Bangla Express
- سفن اي نيوز| 7enews

- مجلة سيدات الإمارات[13]